# Lorbeerblättrige Pappel
Die Lorbeerblättrige Pappel (Populus laurifolia) ist eine Pflanzenart aus der Gattung der Pappeln (Populus) innerhalb der Familie der Weidengewächse (Salicaceae).

## Beschreibung

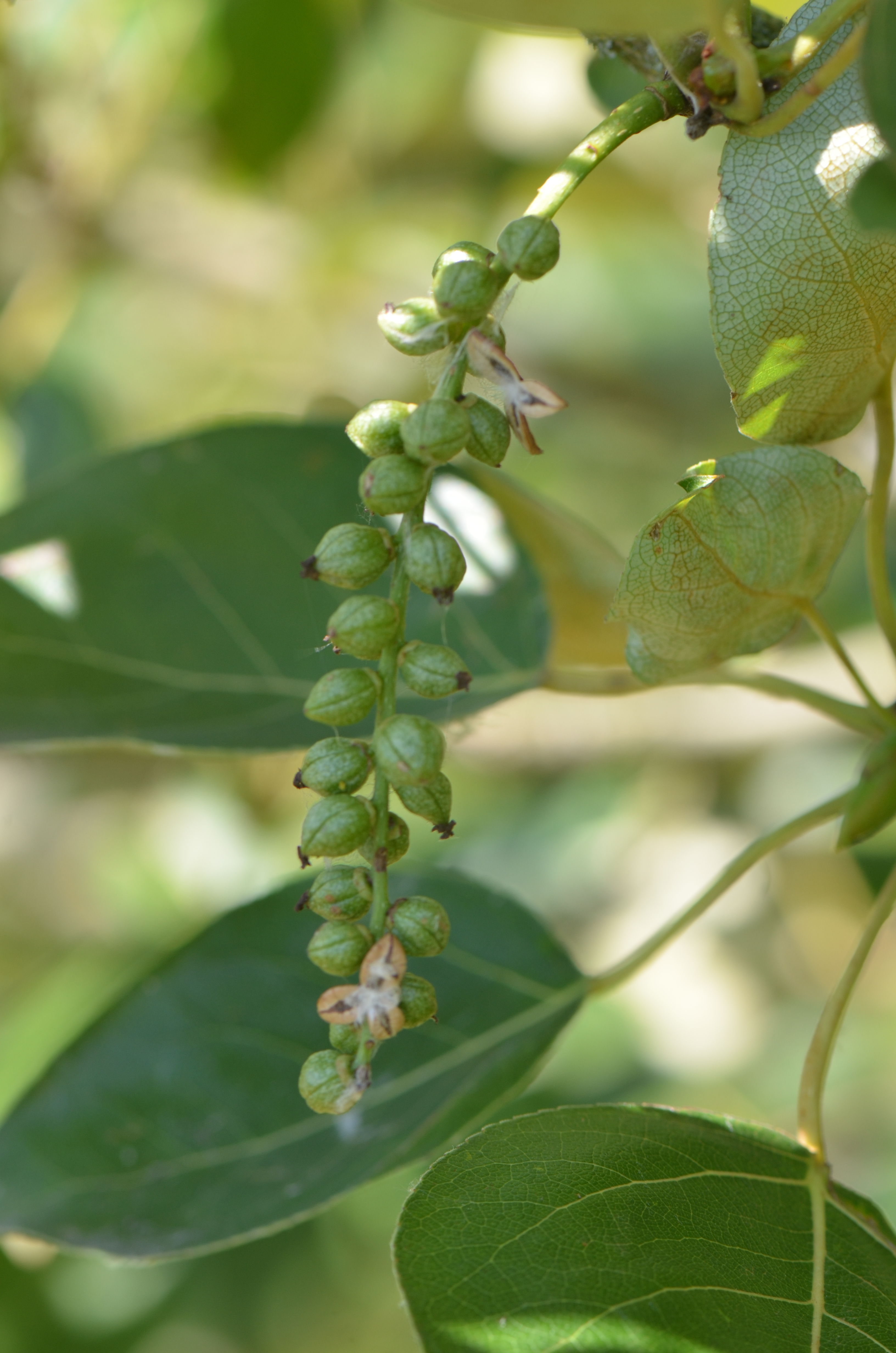
Fruchtstand

### Vegetative Merkmale
Die Lorbeerblättrige Pappel ist ein mittelgroßer Baum, der Wuchshöhen von bis zu 15 Metern erreicht. Die Krone ist ausladend. Die Stammborke ist grau und wird zur Stammbasis hin dunkler und gefurcht. Die dünnen, scharfkantigen Zweige besitzen eine filzig behaarte oder kahle und grau-gelbe Rinde. Die Knospen sind konisch und sehr klebrig.
Die wechselständig am Zweig angeordneten Laubblätter sind in Blattstiel und -spreite gegliedert. Der behaarte Blattstiel ist 1 bis 3 Zentimeter lang. Die einfache Blattspreite ist bei einer Länge von 6 bis 12 Zentimetern sowie einer Breite von 4 bis 7 Zentimetern an Langtrieben lanzettlich bis eiförmig, an Kurztrieben elliptisch bis eiförmig mit zugespitztem oberen Ende, gerundeter Basis und drüsig gesägtem Blattrand. Die Blattoberseite ist dunkel-grün sowie kahl und die -unterseite grau-grün sowie netznervig.

### Generative Merkmale
Die Lorbeerblättrige Pappel ist zweihäusig getrenntgeschlechtig (diözisch) verteilt. Die männlichen Blüten besitzen 20 bis 30 Staubblätter und sind in 5 Zentimeter langen Kätzchen mit behaarte Tragblättern angeordnet. Die weiblichen Kätzchen sind 5 bis 6 Zentimeter lang.
Die Kapselfrüchte sind bei einer Länge von 2 bis 3 Millimetern eiförmig.
Die Blütezeit reicht von April bis Mai, die Früchte reifen im Juni.
Die Chromosomenzahl beträgt 2n = 38.

## Vorkommen
Das natürliche Verbreitungsgebiet liegt in Sibirien, in der nordwestlichen Mongolei, in der Inneren Mongolei und in der zentralasiatischen, chinesischen Provinz Xinjiang. In China wächst sie in Auen und Uferwäldern in Höhenlagen von 500 bis 1900 Metern. Sie gedeiht meist auf frischen bis feuchten, schwach sauren bis alkalischen, sandigen oder kiesigen Böden an sonnigen Standorten. Die Lorbeerblättrige Pappel ist wärmeliebend und frosthart.

## Taxonomie
Die Erstbeschreibung von Populus laurifolia erfolgte 1833 durch den deutschen Botaniker Carl Friedrich von Ledebour in Flora Altaica, Band 4, S. 297. Ein Synonym für Populus laurifolia Ledeb. ist Populus amurensis Kom.

## Verwendung
Das Holz der Lorbeerblättrigen Pappel wird nur selten zum Heizen und zur Herstellung von Zellstoff und ländlichem Werkzeug verwendet.

## Nachweise